# Aereogramme
Aereogramme — шотландская пост-рок/прогрессив-рок-группа, существовавшая в период с 1998 по 2007 год.

## История
Группа образовалась в апреле 1998 года в Глазго. Вскоре после этого были выпущены два семидюймовых сингла — Translations и Hatred, после чего последовал контракт с лейблом Chemikal Underground (англ.) в 2000 году. В том же году группа выпустила два EP — Glam Cripple и White Paw.
В 2001 году свет увидел дебютный альбом — A Story in White, за которым последовал альбом Sleep and Release в 2003 году.
В том же году Aereogramme подписали контракт с Undergroove Records, на котором вышел их третий полноформатный релиз — Seclusion.
Перед выпуском последнего, четвёртого по счёту альбома группа вернулась на Chemikal Underground. Альбом My Heart Has a Wish That You Would Not Go вышел в Японии в октябре 2006 года, а в Европе и Соединённых Штатах — в январе 2007 года.
В мае 2007 года Aereogramme объявили о роспуске в связи с различными непреодолимыми трудностями, в том числе, финансового характера.
Группа сыграла последний концерт 31 августа 2007 года на фестивале Connect (англ.) в Шотландии.

## Состав
- Craig B. — вокал, гитара
- Иэн Кук (англ.) — гитара, эффекты
- Campbell McNeil — бас-гитара
- Martin Scott — барабаны

## Дискография

### Студийные альбомы
- A Story in White (2001)
- Sleep and Release (2003)
- Seclusion (2004)
- My Heart Has a Wish That You Would Not Go (2007)

### Синглы и EP
- Hatred (1999)
- Translations (1999)
- Fukd ID #1 — Glam Cripple EP (2000)
- White Paw EP (2001)
- Acoustic Tour CDR (2003)
- Acoustic Tour CDR 2 (2003)
- Livers & Lungs EP (2003)
- Acoustic Tour CDR 3 (2004)
- Acoustic Tour CDR 4 (2005)
- In the Fishtank 14 w/ Isis (2006)
- Acoustic Tour CDR 5 (2006)